# Islas de Barlovento (Antillas Menores)
Las islas de Barlovento son un grupo de islas de América que acotan al este la cuenca del mar Caribe, integrado por las islas septentrionales de las Antillas Menores. Algunas de las islas principales son  Trinidad, Martinica, Basse Terre, Grande Terre, Dominica, Santa Lucía, Barbados.

## Denominación y ubicación
Las islas de Barlovento fueron llamadas así porque están más a barlovento (en la dirección de origen del viento) de las naves que venían al Nuevo Mundo que las islas de Sotavento, dado que los vientos que prevalecen en esa zona soplan en el sentido de este a oeste. Las corrientes transatlánticas y los vientos que producían la ruta más rápida a través del océano llevaban a las naves primero a estas islas ubicadas en el sureste de las Antillas para luego continuar a su destino final en el Caribe septentrional.
Existe una importante diferencia en la consideración de qué islas pertenecen al grupo de Barlovento o Sotavento, según sea el ámbito lingüístico: De un lado el español, el francés, el neerlandés y el papiamentu; y de otro lado, el inglés.
| Idiomas                       | Islas de Barlovento | Islas de Barlovento | Islas de Sotavento |
| ----------------------------- | ------------------- | ------------------- | ------------------ |
| Español, francés y neerlandés | Îles du Vent        | Îles du Vent        | Îles Sous-le-Vent  |
| Inglés                        | Windward Islands    | Leeward Islands     | Leeward Antilles   |

## Distribución geográfica de las islas
Las islas de Barlovento son, de norte a sur, las siguientes:
| Entidad                                              | Islas constituyentes                                                              | Localización |
| ---------------------------------------------------- | --------------------------------------------------------------------------------- | ------------ |
| Islas Vírgenes Británicas                            | Tórtola Virgen Gorda Anegada Jost Van Dyke                                        |              |
| Islas Vírgenes Españolas (municipios de Puerto Rico) | Vieques Culebra                                                                   |              |
| Islas Vírgenes de Estados Unidos                     | Santo Tomás San Juan Santa Cruz Isla del Agua                                     |              |
| Reino de los Países Bajos y Caribe Neerlandés        | San Eustaquio Saba San Martín (parte neerlandesa)                                 |              |
| Colectividades de ultramar de Francia                | San Martín (parte francesa) San Bartolomé (Francia)                               |              |
| Anguila (Reino Unido)                                |                                                                                   |              |
| Antigua y Barbuda                                    | Antigua Barbuda Redonda                                                           |              |
| San Cristóbal y Nieves                               | San Cristóbal Nieves                                                              |              |
| Montserrat (Reino Unido)                             |                                                                                   |              |
| Guadalupe (departamento de Francia)                  | Basse-Terre y Grande-Terre Marie-Galante La Désirade Les Saintes Petite-Terre     |              |
| Dominica                                             |                                                                                   |              |
| Martinica (departamento de Francia)                  |                                                                                   |              |
| Santa Lucía                                          |                                                                                   |              |
| Barbados                                             |                                                                                   |              |
| San Vicente y las Granadinas                         | San Vicente Las Granadinas                                                        |              |
| Granada                                              | Cariacoa Pequeña Martinica                                                        |              |
| Trinidad y Tobago                                    | Trinidad Tobago Chacachacare Gaspar Grande Gasparillo Huevos Monos Pequeña Tobago |              |
| Venezuela                                            | Isla de Aves Isla de Patos Archipiélago Los Testigos                              |              |

## Administración política
En total, 13 países comparten soberanía en las Islas de Barlovento: Ocho cuyo territorio se encuentra íntegramente en la región (Trinidad y Tobago, Dominica, Santa Lucía, San Cristóbal y Nieves, Antigua y Barbuda, San Vicente y las Granadinas, Granada, y Barbados), y cinco cuyo territorio nacional se encuentra en su gran mayoría fuera de la región (Francia, Estados Unidos, Países Bajos, Reino Unido y Venezuela).
Las Islas de Barlovento de las Antillas Menores en el Mar Caribe tienen una extensión de casi 12 mil km², de los cuales dos tercios pertenecen a la soberanía de dos países: Uno íntegramente de la región (Trinidad y Tobago, con más de 5100 km²) y otro para el que la mayor parte de su territorio está fuera de la región (Francia, con más de 2800 km² en esta parte de las Antillas). 
| Entidad                              | Administración                                   | Población    | Idioma     |
| ------------------------------------ | ------------------------------------------------ | ------------ | ---------- |
| Islas Vírgenes Españolas             | 2 municipios de Puerto Rico                      | 11 499       | español    |
| Islas Vírgenes de los Estados Unidos | Territorio no incorporado de Estados Unidos      | 106 792      | inglés     |
| Islas Vírgenes Británicas            | Territorio de ultramar del Reino Unido           | 28 054       | inglés     |
| Anguila                              | Territorio británico de ultramar del Reino Unido | 14 764       | inglés     |
| San Martín                           | Colectividad territorial de Francia              | 35 742       | francés    |
| San Martín                           | País constituyente de los Países Bajos           | 35 035       | neerlandés |
| San Bartolomé                        | Colectividad territorial de Francia              | 9 131        | francés    |
| Saba                                 | Municipio de los Países Bajos                    | 1 991        | neerlandés |
| San Eustaquio                        | Municipio de los Países Bajos                    | 3 193        | neerlandés |
| San Cristóbal y Nieves               | País soberano                                    | 54 961       | inglés     |
| Antigua y Barbuda                    | País soberano                                    | 100 963      | inglés     |
| Montserrat                           | Territorio de ultramar del Reino Unido           | 4 900        | inglés     |
| Guadalupe                            | Departamento de ultramar de Francia              | 402 119      | francés    |
| Dominica                             | País soberano                                    | 73 543       | inglés     |
| Martinica                            | Departamento de ultramar de Francia              | 385 551      | francés    |
| Santa Lucía                          | País soberano                                    | 178 015      | inglés     |
| San Vicente y las Granadinas         | País soberano                                    | 102 918      | inglés     |
| Granada                              | País soberano                                    | 109 590      | inglés     |
| Barbados                             | País soberano                                    | 279 912      | inglés     |
| Trinidad y Tobago                    | País soberano                                    | 1 349 667    | inglés     |
| Venezuela                            | Dependencias Federales de Venezuela              | 200 (aprox.) | español    |

## Demografía
Trinidad y Tobago (con casi 1,4 millones de habitantes), más los territorios franceses (Guadalupe, Martinica, San Martín y San Bartolomé, con casi 900 mil habitantes), reúnen cerca de dos tercios de la población de las Islas de Barlovento en las Antillas Menores que tienen una población total de aproximadamente 3,5 millones habitantes (2020).
La población está conformada mayoritariamente por afrodescendientes, mestizos descendientes de la población originaria mezclada con inmigrantes desde hace siglos, inmigrantes de otras islas caribeñas y una proporción bastante minoritaria de europeos y sus descendientes.

### Idiomas
El inglés y el francés son Las lenguas más habladas en las Islas de Barlovento en las Antillas Menores del Mar Caribe, y entre ambas (una en unas islas, y otra en otras islas), son las dos lenguas oficiales en toda esta región.
En la única isla en que ambas lenguas mayoritarias (inglés y francés) son oficiales, es en San Martín. Sin embargo, allí no son cooficiales. Esto se debe a que en la isla San Martín, el francés es el único idioma oficial en la colectividad francesa, al norte (integrante de la Unión Europea, siendo un poco más de la mitad de la isla), y el inglés es el idioma oficial en el país neerlandés, al sur (un poco menos de la mitad de la isla) en dónde tiene estatus de cooficial pero no con el francés sino con el neerlandés (escasamente hablado en la isla, pero que comparte con el Reino de los Países Bajos, del que forma parte).
El inglés caribeño y el criollo francés son las variantes mayoritariamente habladas en la región. En algunas islas es cooficial el neerlandés, pero es muy poco hablado.  Otras lenguas, aunque muy minoritarias, habladas también en esta región, son el papiamento y el español.
Las lenguas originarias de las islas, se han extinguido. Las lenguas de los africanos subsaharianos que fueron llevados a las islas, tampoco han sobrevivido. Sin embargo, se halla la influencia de ambos grupos en el sustrato lingüístico, tanto del inglés antillano como del francés criollo.